# ژان بویه (بازیکن فوتبال)
ژان بویه (فرانسوی: Jean Boyer‎; ۸ فوریهٔ ۱۹۰۱ – ۲۴ نوامبر ۱۹۸۱) بازیکن فوتبال اهل فرانسه بود.
از باشگاه‌هایی که در آن بازی کرده‌است می‌توان به باشگاه فوتبال المپیک مارسی اشاره کرد.
وی همچنین در تیم ملی فوتبال فرانسه بازی کرده‌است.